# Vince Carter
Vincent Lamar «Vince» Carter (Daytona Beach, Florida, 26 de enero de 1977) es un exjugador de baloncesto estadounidense que disputó 22 temporadas en la NBA. Con 1,98 metros de estatura jugaba en la posición de escolta. 
Fue seleccionado en el puesto número 5 del Draft de 1998 por Golden State Warriors y traspasado al momento a Toronto Raptors. Fue en la franquicia canadiense donde se forjó su leyenda de especialista del mate, con participaciones tan sobresalientes como la del Concurso de mates de 2000 en Oakland, donde se llevó el título dejando mates para el recuerdo. En su temporada como novato se llevó el galardón de Rookie del Año de la NBA. Su apodo más popular allí fue el de "Air Canada", sobrenombre que responde al nombre del estadio en Toronto, el Air Canada Centre. Vince ha sido All-Star durante ocho temporadas consecutivas y en otras dos fue incluido en el Segundo y Tercer Mejor Quinteto de la NBA.
Con la selección de baloncesto de Estados Unidos se alzó con la medalla de oro en los Juegos Olímpicos de Sídney 2000. Famoso en aquella cita fue su mate saltando por encima del jugador francés Frédéric Weis.
El 4 de enero de 2020, se convirtió en el primer jugador en la historia de la NBA en jugar en cuatro décadas distintas.

## Inicios
Vince fue el primer de los dos niños que tuvieron Michelle, y Vince Carter. Michelle fue profesora, al igual que el padrastro del pequeño Carter, Harry Robinson. El padre biológico de Carter, Vince Sr., abandonó a su familia cuando Vince estaba en segundo grado. La familia de Carter estuvo en contacto más tarde con Vince Sr., pero Vince Carter considera a Harry como su verdadero padre.
Vince comenzó a jugar al baloncesto a la edad de dos años. Estaba obsesionado con el juego y pronto adquirió un ídolo en quien fijarse, Julius Erving. Carter quedó maravillado con la habilidad para volar que poseía el "Dr.J" y de ahí comenzó a imitar sus jugadas en el playground. Sus movimientos eran tan salvajes que sus amigos le apodaron "UFO" (Objeto volador no identificado).
Pero los padres de Vince no querían que centrara todo su tiempo en el baloncesto y buscaron para él otros pasatiempos para desarrollar su creatividad. Harry fue líder de un grupo musical e introdujo a Vince a tocar el saxofón, la trompeta y el tambor. Vince pasaba incontables horas en las canchas de baloncesto de Daytona Beach, donde el mate era un factor fundamental en la cultura del playground. Carter lo dominaba y por eso siempre jugaba con chicos mayores que él.
Su tío, Oliver Lee, tuvo bastante que ver en el desarrollo de Vince en todas las facetas del juego. Lee fue una estrella de la Universidad de Marquette, y fue elegido por Chicago Bulls en el Draft de la NBA de 1981, pero nunca jugaría en la NBA, así que regresó a Daytona Beach, donde su leyenda creció en el playground.
Los padres de Vince veían bien que jugara al baloncesto pero si eso no suponía descuidar su educación. De modo que Vince Carter ingresó en el Mainland High School, donde también estudió Denzel Washington.

## Trayectoria deportiva

### Escuela secundaria
En Mainland High School se convirtió en la estrella en su primera temporada con el equipo en 1991-92. Vince era consciente de la capacidad de salto que tenía y las posibilidades que eso le abría, de modo que se marcó trabajarlo todavía más, a la vez que lo hacía con el dribbling, el pase y el bote con ambas manos. En su año sophomore en Mainland, Carter ya estaba en el 1.83 de estatura y continuaba creciendo. Sin embargo, y pese a su altura, siguió jugando de exterior. Vince promedió 20 puntos por partido.
En su año júnior, Carter estaba ya cercano al 1.98 y su entrenador, Charlie Brinkerhoff, le cambió de posición, de base/escolta a alero, donde podía jugar al poste y sacar partido de sus centímetros a la hora de rebotear. Vince acabó la temporada promediando 25 puntos y 11 rebotes para los Buccaneers, a los que llevó a un récord de 30-2.
En su año sénior, Vince compaginó además estudios, baloncesto, y esta vez música, ya que estuvo en la banda de marcha de Mainland Después de liderar a los Buccaneers a participar en los torneos más prestigiosos de Estados Unidos y de ser elegido "Mr. Basketball" de Florida, los expertos predijeron que jugaría con Florida o con Florida State. Sin embargo, Carter se decantó por North Carolina.
Carter participó en el McDonald's All-American de 1995, participando también en el concurso de mates ESPN Field All-American junto con Paul Pierce en 1995, y proclamándose vencedor.

### Universidad
Carter jugó durante tres temporadas con los Tar Heels de la Universidad de North Carolina. Allí coincidió con el entrenador Dean Smith en 1995, y posteriormente formó parte de los denominados "Six Starters" junto con Antawn Jamison, Shammond Williams, Ed Cota, Ademola Okulaja y Makhtar N'Diaye.
A su llegada al campus, Vince, que no sabía como iba a ser recibido, observó que su fichaje se anunciaba en la prensa: "Vinsanity" had come to Carolina" (Vinsanity viene a Carolina). Un par de semanas después, los chicos ya lucían el número 15 que Carter todavía no había vestido.
Vince llegó a un equipo que había perdido a sus dos mejores jugadores. Jerry Stackhouse y Rasheed Wallace dejaron el equipo cuando solo llevaban dos temporadas en las que habían llevado a los Tar Heels a la Final Four. Carter compartió vestuario en su primera temporada con otro freshman de mucho talento como era Antawn Jamison. Ademola Okulaja, Serge Zwikker, Jeff McInnis y Dante Calabria fueron otros jugadores importantes que conformaron la plantilla y que ayudaron al equipo de Smith a lograr una racha de victorias de 20 partidos consecutivos.
Carter no tuvo un buen primer año, y pasó de ser titular al baquillo perdiendo protagonismo en favor de Okulaja o Jamison, que ganó el premio de Freshman del Año en la Atlantic Coast Conference. Acabó la temporada con promedios de 7.5 puntos y 3.8 rebotes en casi 18 minutos de juego. Los Tar Heels cayeron en segunda ronda del torneo NCAA frente a Texas Tech Red Raiders.
Carter decidió quedarse en el campus durante el verano de 1996 para trabajar su juego. Esto tuvo su reflejo al comienzo de su temporada sophomore, en la 1996-97, Carter progresó tanto ofensiva como defensivamente. Smith estaba encantado con el juego de Vince y al técnico no le quedó más remedio que jugar con dos bases, Cota y Williams, para que los tres tuvieran cabida.
Los Tar Heels alcanzaron la Final Four de 1997, pero no pudieron disputar el título al caer frente a Arizona Wildcats de Mike Bibby, a la postre, campeones. En 27 minutos de promedio Carter firmó 13 puntos (con 52.5% en tiros de campo), 4.5 rebotes y 2.4 asistencias. Antes de comenzar esta temporada, Tracy McGrady, una estrella de instituto, descubrió gracias a Carter que eran primos.
En su última temporada como universitario, el legenario técnico Dean Smith se tuvo que retirar tras 36 temporadas en el cargo debido a que estaba luchando por superar un cáncer. El asistente Bill Guthridge se hizo cargo del equipo. Carter y Jamison formaron una de las mejores duplas de la NCAA y alcanzaron de nuevo la Final Four, aunque volvieron a quedarse a las puertas tras ser eliminados por Utah Utes. El equipo llegaba como cabeza de serie número 1. En la final de la East region, Carter frenó en un gran encuentro a la estrella de Connecticut Huskies, Richard Hamilton. Anteriormente, el equipo necesitó de sus actuaciones para derrotar a Charlotte 49ers y a Michigan State Spartans. Vince promedió 15.6 puntos (con 59.1% en tiros) 5,1 rebotes y 1.9 asistencias.
El hecho de caer derrotado de nuevo hizo que Carter se replanteara sus planes de entrar en la NBA, ya que su intención era ganar el título universitario. Pero cuando Antawn Jamison se presentó al draft, Vince perdió el atractivo de continuar un año más en la universidad. Carter acudió a Guthridge, Smith y sus padres para avisarles de la noticia, esperano que le recomendaran continuar un año más en la universidad. Sin embargo, todos estuvieron de acuerdo en que diera el salto a la NBA. De modo que Carter decidió declararse elegible en una difícil decisión que también supuso frenar su licenciatura en Estudios Afroamericanos.
Carter cerró su periplo universitario en North Carolina con unos promedios de 12.3 puntos y 4.5 rebotes.

#### Estadísticas
| Año     | Equipo         | PJ  | PT | MPP  | %TC  | %3P  | %TL  | RPP | APP | ROB | TPP | PPP  |
| ------- | -------------- | --- | -- | ---- | ---- | ---- | ---- | --- | --- | --- | --- | ---- |
| 1995–96 | North Carolina | 31  | 19 | 17.9 | .492 | .345 | .689 | 3.8 | 1.3 | .6  | .6  | 7.5  |
| 1996–97 | North Carolina | 34  | 34 | 27.6 | .525 | .336 | .750 | 4.5 | 2.4 | 1.4 | .8  | 13.0 |
| 1997–98 | North Carolina | 38  | 38 | 31.2 | .591 | .411 | .680 | 5.1 | 1.9 | 1.2 | .9  | 15.6 |
| Total   | Total          | 103 | 91 | 26.0 | .547 | .368 | .705 | 4.5 | 1.9 | 1.1 | .8  | 12.3 |

### Profesional

#### Toronto Raptors

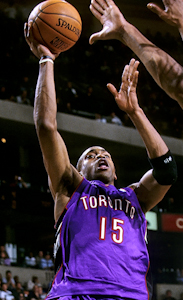
Carter, con la camiseta de los Raptors en el 2000.

Carter fue elegido en el 5.º puesto del Draft de la NBA de 1998 por los Golden State Warriors y fue inmediatamente traspasado a Toronto Raptors a cambio de los derechos de Antawn Jamison, compañero en la universidad además de gran amigo y cuñado de Vince. Debutó en la temporada 1998-99, la campaña del lockout de los 50 partidos. Rápidamente se ganó la confianza del entrenador Butch Carter y se convirtió en todo un ídolo en Toronto. Se llevó el galardón de Rookie del Año de la NBA tras promediar 18,3 puntos, 5,7 rebotes y 3 asistencias. Los Raptors se quedaron fuera de playoffs tras firmar un aceptable 23-27.
La temporada siguiente fue la que consagró a Vince Carter como uno de los nuevos iconos de la NBA. Fue incluido en el quinteto titular del equipo de la Conferencia Este para el All-Star Game y además ganó el Concurso de Mates de 2000 con una gran exhibición, rememorando los grandes concursos que Michael Jordan y Dominique Wilkins brindaron en la década de los 80. Firmó tres mates para la historia, un mate de 360°, uno metiendo hasta el codo en la canasta y otro pasándose el balón por debajo de las piernas para machacar después. Su primo Tracy McGrady, compañero suyo en Toronto Raptors, también participó. Aunque Carter nunca más participó en un concurso de mates por problemas de lesiones y para prevenir futuras, fue un fijo en los All-Star durante ocho temporadas.
Durante esta campaña, Vince experimentó un gran incremento en cuanto a números, 25.7 puntos, 5.8 rebotes y 3.9 asistencias y fue incluido en el Tercer Quinteto de la NBA.
Junto con T-Mac, que promedió 15.4 puntos y 6.3 rebotes, lideró al equipo a sus primeros playoffs, donde cayeron frente a New York Knicks por 3-0.
En la temporada 2000-01, McGrady se marchó a Orlando Magic y Vince se quedó como única arma anotadora en la franquicia, que se reflejó en sus números. Carter firmó su mejor temporada estadísticas en mano, con 27.6 puntos, 5.5 rebotes y 3.9 asistencias. Fue incluido en el Segundo Quinteto de la NBA.
En la primera temporada de Lenny Wilkens como técnico, Toronto alcanzó las 47 victorias y por primera vez en su historia, superó una ronda de playoffs, vengándose de los Knicks. En Semifinales de Conferencia cayeron derrotados en siete partidos ante Philadelphia 76ers. Carter falló el tiro decisivo a dos segundos del final. El día del séptimo partido estuvo por la mañana en la Universidad de Carolina del Norte en Chapel Hill para su graduación. Después cogió un avión privado que lo llevó a Filadelfia.
En el verano de 2001, Carter firmó una extensión de su contrato de seis años a razón de 94 millones de dólares. En ese verano, Carter anunció que podría organizarse un partido benéfico con varias estrellas de la NBA en el Air Canada Centre. Este partido se disputó el 3 de agosto de 2001 y el éxito del encuentro lo ha convertido en un evento clásico del verano.
Durante la temporada 2001-02 se perdió 22 partidos por lesión. En los 60 partidos que disputó promedió 24.7 puntos, 5.2 rebotes y 4 asistencias. El equipo volvió a meterse en playoffs, pero cayó en primera ronda ante Detroit Pistons con Vince lesionado. Fue votado nuevamente para participar en el All-Star pero no pudo participar por lesión.
En la temporada 2002-03 promedió 20.6 puntos, 4.4 rebotes y 3.3 asistencias en los 43 partidos que solo pudo disputar por una lesión de rodilla. En el All-Star de 2003, Carter le cedió a Michael Jordan el puesto de titular, ya que era el último All-Star del mítico 23.
Al año siguiente volvió a disputar casi toda la temporada. En 73 partidos promedió 22.5 puntos, 4.8 rebotes y 4.8 asistencias, insuficientes para clasificarse a los playoffs en la primera temporada de Kevin O'Neill en el banquillo.
En la temporada 2004-05 se cansó de esperar refuerzos y pidió a Toronto ser traspasado. Incluso, por su forma de jugar y sus números, se especuló con la idea de que Carter estaba forzando el traspaso. En los 20 partidos que jugó con los Raptors firmó 15.9 puntos, 3.3 rebotes y 3.1 asistencias.

#### New Jersey Nets

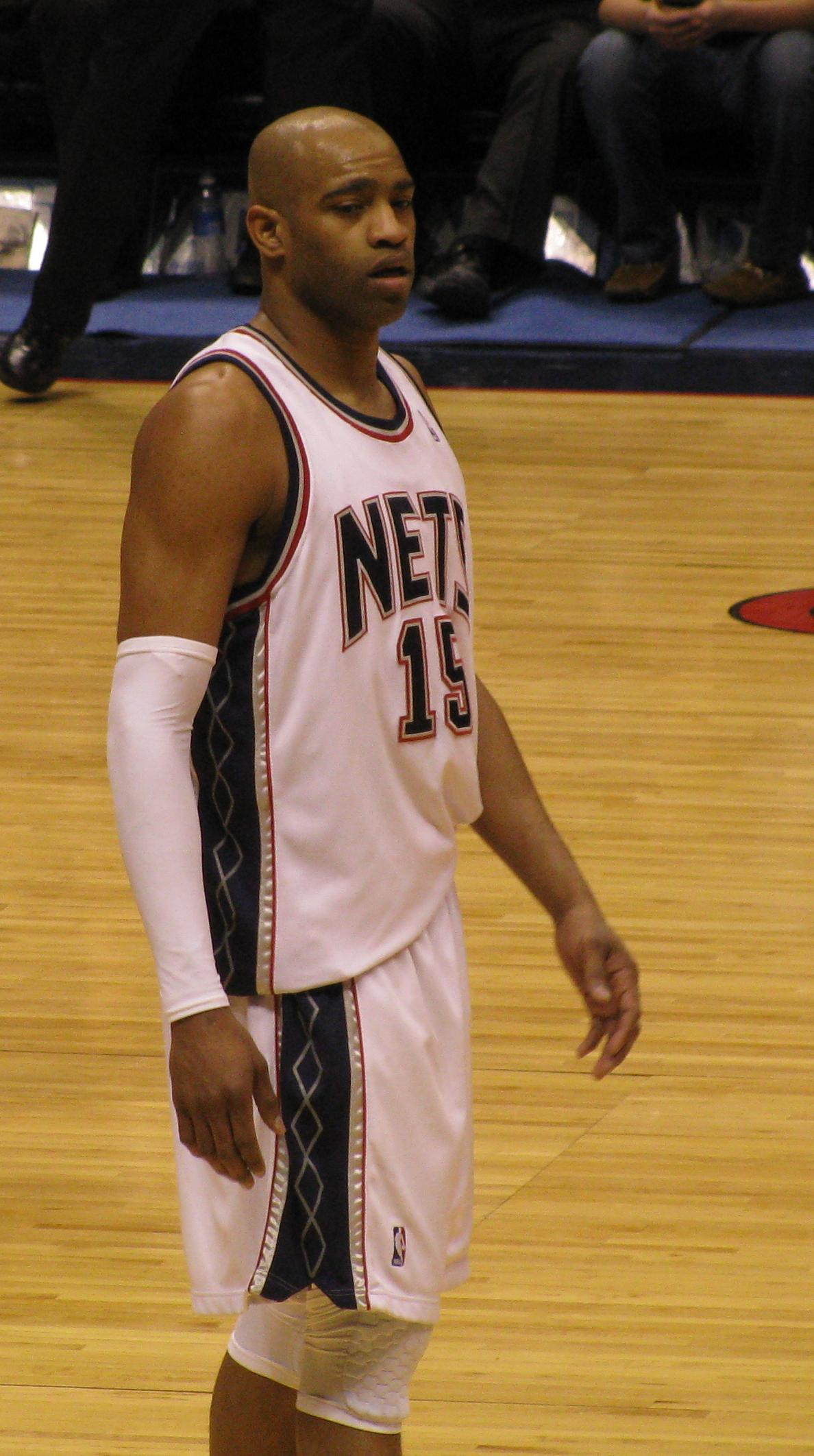
Carter, con la camiseta de los Nets en 2008.

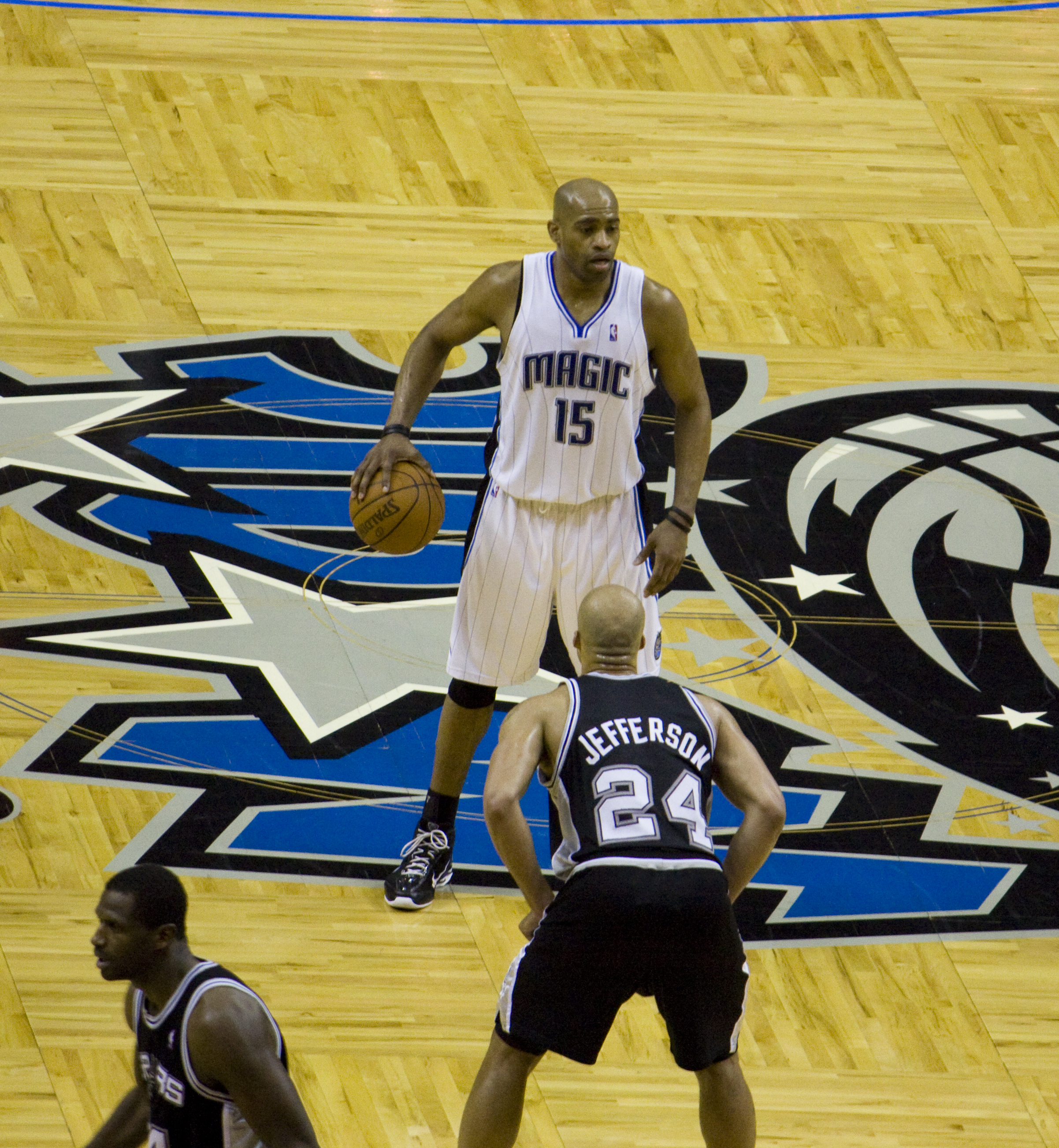
Carter vs Richard Jefferson en 2010.

Después, Vince acabó en New Jersey Nets a cambio de Alonzo Mourning, Eric Williams, Aaron Williams y dos futuras primeras rondas del draft. Con los Nets mostró su mejor nivel con 27.5 puntos, 5.9 rebotes y 4.7 asistencias en 57 partidos siendo la pieza clave en unos Nets que alcanzaron los playoffs en el último partido de la temporada regular. La marcha de Carter de Toronto suscitó una gran polémica en la ciudad canadiense.
En enero de 2005, Vince declaró en una entrevista con John Thompson de la TNT que no se esforzó en sus últimos meses como Raptor. Cuando le preguntaron si él siempre había jugado duro, contestó que en años pasados, no. Las declaraciones de Carter crisparon a la afición de Toronto. Thompson comentó más tarde que los comentarios fueron malinterpretados. A pesar de la defensa de Thompson, parte de las declaraciones salieron en Sports Illustrated, Toronto Star y ESPN.com. Dave Feschuk, de Toronto Star, escribió que Carter engañó a los Raptors y que se borró de los partidos. Desde entonces, Carter es abucheado por la afición de los Raptors cada vez que juega en Toronto.
En la temporada 2005-06 igualó su récord de puntos al anotar 51 puntos a los Miami Heat a finales de diciembre. En la otra ocasión el equipo adversario fue Phoenix, en 2000. Además anotó 50 ante Philadelphia 76ers. Carter promedió 24.2 puntos, 5.8 rebotes y 4.3 asistencias.
En el tercer partido en que Carter regresaba a Toronto, salió por la puerta grande. Fue el 8 de enero de 2006 y Carter, como de costumbre, había sido abucheado durante todo el partido. Cuando el partido tocaba a su fin, y los Nets perdían 102–104, Carter se sacó un triple lejano para dar la victoria a su equipo con 0.1 segundos para el final. Vince acabó con 42 puntos y 10 rebotes. Carter considera este tiro ganador como el mejor de su carrera, considerando la atmósfera de aquel encuentro, la emoción y la hostilidad que vivió el jugador.
Los Nets acabaron con un récord de 49-33 y se llevaron el título de la División Atlántico. En primera ronda de playoffs superaron a Indiana Pacers 4-2, pero en Semifinales de Conferencia los Heat volvieron a cruzarse en su camina y acabaron con el sueño de New Jersey con un contundente 4-1.
Carter promedió en playoffs 29.6 puntos, 7 rebotes y 5.3 asistencias, en lo que ha sido su mejor actuación estadística en playoffs.
En la temporada 2006-07, Carter firmó su temporada más completa en la NBA, en la que además de firmar 25.2 puntos, aportó 6 rebotes y 4.8 asistencias por partido. En aquella temporada contó con el apoyo de Jason Kidd, uno de los mejores bases de la NBA que dejó atrás dos temporadas algo grises para volver por sus fueros. Carter, pese a la lesión del pívot Nenad Krstić y la suspensión por consumo de cannabis a Clifford Robinson sumada a la fragilidad del juego interior del equipo, sacó a relucir su mejor nivel. Vince sumó varias actuaciones de más de 40 puntos, 9 triples anotados contra Memphis Grizzlies (récord de New Jersey) y 3 victorias sobre la bocina contra Washington Wizards, Charlotte Bobcats y uno de los momentos del año NBA, su tiro desde más de 11 metros contra Utah Jazz que le dio la victoria a los Nets en la ciudad mormona. Participó junto a su compañero Jason Kidd en el All-Star Game 2007.
El 7 de abril de 2007, en la victoria, con prórroga incluida, frente a Washington Wizards 120-114, Carter y Kidd se convirtieron en la primera pareja, en 18 años, que lograba un triple-doble en el mismo partido. Desde 1989 en el que Michael Jordan y Scottie Pippen lo lograron frente a Los Angeles Clippers, nadie había sido capaz de hacerlo. Carter acabó con 46 puntos, 16 rebotes (máximo de su carrera) y 10 asistencias. Por su parte, Kidd terminó con 10 puntos, 16 rebotes (igualando su récord) y 18 asistencias. Aquel triple-doble de Carter es el segundo mejor de la historia, solo por detrás de Alvan Adams, que en 1977 firmó 47 puntos, 18 rebotes y 12 asistencias.
Por tercera vez en su carrera, no se perdió ningún partido de la temporada. Carter se convirtió en el primer jugador de los Nets en anotar más de 2.000 puntos en una temporada.
En playoffs cayeron de nueva en Semifinales de Conferencia, frente a Cleveland Cavaliers, después de superar anteriormente a Toronto Raptors. En ambas series en total promedió 22.3 puntos, 6.8 rebotes y 5.3 asistencias.
Carter firmó una extensión de contrato millonaria al finalizar la temporada 2006-07 al quedar como agente libre. New York Knicks mostró interés en su contratación. Carter guio a los Nets a sus terceros playoffs en tres años desde que llegara a la franquicia.
En 2008 volvió a tener problemas con las lesiones, lo que hizo que por primera vez en su carrera no fuera elegido para el All Star Game. A pesar de la lesión, siguió jugando a un alto nivel, como lo demuestran los 22.7 puntos, 6.6 rebotes y 5.1 asistencias que promedió tras el fin de semana de las estrellas, siendo el único jugador junto a LeBron James y Kobe Bryant en sobrepasar los 21 puntos, 6 rebotes y 5 asistencias por partido tras el parón del All-Star. Finalizó la temporada con números de 21.3 puntos, 6 rebotes y 5.1 asistencias. Al finalizar la temporada fue sometido a una artroscopia que confirmó su lesión de rodilla.

#### Orlando Magic
El 25 de junio de 2009 fue traspasado junto con Ryan Anderson a Orlando Magic a cambio de Rafer Alston, Tony Battie y Courtney Lee. Le fue muy bien en la temporada, tanto así que ocupó con Orlando Magic, el segundo lugar de la Conferencia Este con registro de 59 triunfos y 23 derrotas, en los playoffs de ese mismo año, alcanzaron la serie final de conferencia, perdiendo los primeros tres partidos, (dos en Orlando), luego triunfaron en dos consecutivos y finalmente Boston Celtics acabaron con lo que pudo ser la primera serie final de NBA de Vince Carter.

#### Phoenix Suns

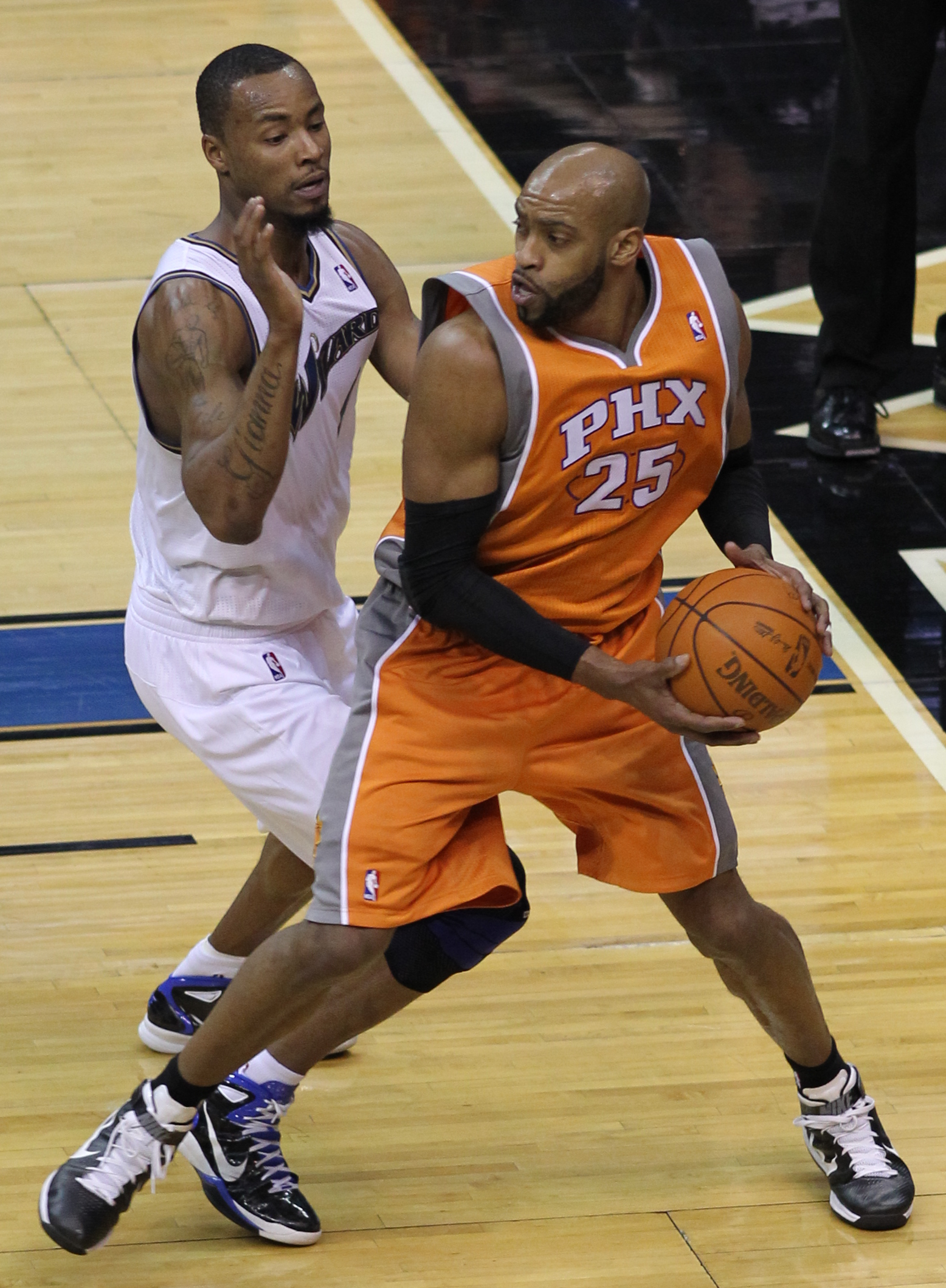
Carter durante su estancia en Phoenix en 2011.

El 18 de diciembre de 2010 fue traspasado junto con Marcin Gortat y Mickaël Piétrus a Phoenix Suns a cambio de Hedo Turkoglu, Jason Richardson y Earl Clark.
El día lunes 17 de enero alcanzó los 20.000 puntos en su carrera profesional, anotando 29 puntos contra New York, y así convirtiéndose en el trigésimo séptimo jugador en conseguir este logro.

#### Dallas Mavericks
El 12 de diciembre de 2011, firmó con los Dallas Mavericks por tres temporadas. En Mavericks estuvo ocupando la titularidad con Jason Kidd, Shawn Marion, Dirk Nowitzki y Brendan Haywood.

#### Memphis Grizzlies
Tras tres temporadas en Dallas, el 13 de julio de 2014 el jugador llegó a un acuerdo de 3 años con los Memphis Grizzlies.

#### Sacramento Kings

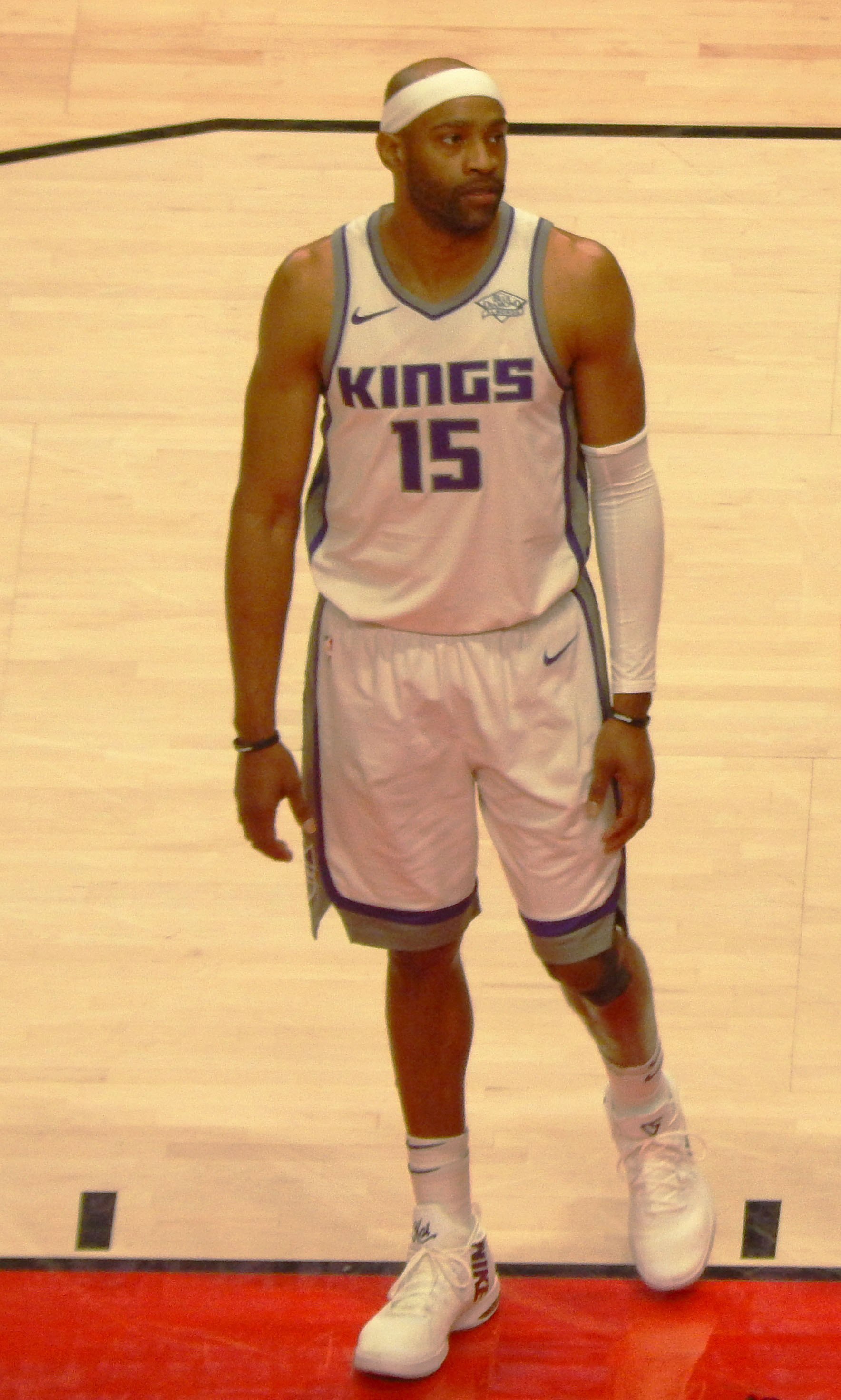
Carter con los Sacramento Kings en 2018.

Tras tres temporadas en Memphis, el 10 de julio de 2017 firmó un contrato con los Sacramento Kings por una temporada y 8 millones de dólares.

#### Atlanta Hawks
Durante el verano previo a la temporada 2018-19 Vince, de 41 años, firma un nuevo contrato con Atlanta Hawks por una temporada. El 22 de noviembre de 2018, en un partido frente a Toronto Raptors, Carter alcanza la cifra de 25,000 puntos en la NBA. El 29 de diciembre de 2018, anota 21 en la victoria ante Cleveland Cavaliers, convirtiéndose en el jugador de más edad en anotar más de 20 puntos, a los 41 años y 337 días, rompiendo el récord anterior de Kareem Abdul-Jabbar por 6 días. El 7 de febrero de 2019, frente a los Raptors, Carter supera a Jerry West en la lista de máximos anotadores de todos los tiempos. El 31 de marzo de 2019, frente a Milwaukee Bucks, Carter supera a Karl Malone y se coloca como el quinto jugador con más partidos disputados, con 1,477 encuentros.
En junio de 2019, Carter anunció sus planes de retirarse al final de la temporada 2019-20 de la NBA. El 20 de septiembre de 2019, Carter renueva con los Hawks y juega su primer partido de la temporada el 24 de octubre, empezando así, su vigésimo segunda temporada como profesional. El 10 de diciembre, se convirtió en el quinto jugador de la historia en alcanzar los 1,500 partidos. Como curiosidad, el 4 de enero de 2020, en la victoria ante Indiana Pacers, Carter se convirtió en el único jugador de la historia en haber jugado en cuatro décadas distintas. El 22 de enero de 2020, Carter supera a Alex English y se coloca en el puesto número 19 de la lista de máximos anotadores de todos los tiempos. El 31 de enero, con 1,523 encuentros disputados, se colocó como el tercer jugador con más partidos disputados superando a Dirk Nowitzki.
El 11 de marzo de 2020, el encuentro ante New York Knicks, quedará marcado en la carrera de Carter, ya que en los segundos finales del partido volvió a la cancha, y anotó un triple. Esta sería la última acción en activo de Vince, ya que la temporada regular se paralizó debido a la pandemia de COVID-19, no volviendo a reanudarse hasta el 31 de julio, pero solo con 22 equipos, siendo los Hawks uno de los ocho que no participaron al no tener opciones de llegar a postemporada. Carter anunció oficialmente su retirada del baloncesto profesional el 25 de junio de 2020. De esta manera acabaría la carrera más longeva de un jugador hasta la fecha en la NBA, con 22 temporadas en activo. Al término de la temporada recibe el premio al Jugador más deportivo de la NBA.

#### Retirada
En abril de 2024, se anunció su inclusión en el Naismith Memorial Basketball Hall of Fame.
El 19 de septiembre de 2024 los Brooklyn Nets anuncian que retirarán su dorsal N.º 15 en enero de 2025, de la misma forma que cinco días después hacen los Toronto Raptors. El 3 de noviembre se produce la ceremonia en Toronto siendo ésta la primera camiseta retirada por parte de la franquicia canadiense.

## Selección nacional
Carter participó en los Juegos Olímpicos de Sídney 2000, donde la Selección de Estados Unidos se alzó con la medalla de oro. En aquel campeonato, Carter realizó uno de los mates más memorables saltando sobre el francés Frédéric Weis, jugador que mide 2.18. La jugada daría la vuelta al mundo y está considerado como uno de los mejores mates de la historia. Jason Kidd, compañero de equipo, afirmó que fue "una de las mejores jugadas que he visto en mi vida". La prensa de Francia apodó al mate como "le dunk de la mort" ("el mate de la muerte").
Más tarde, en verano de 2003, participó con la selección estadounidense en el Campeonato FIBA Américas de San Juan 2003, donde se llevaron el oro.

## Estadísticas de su carrera en la NBA

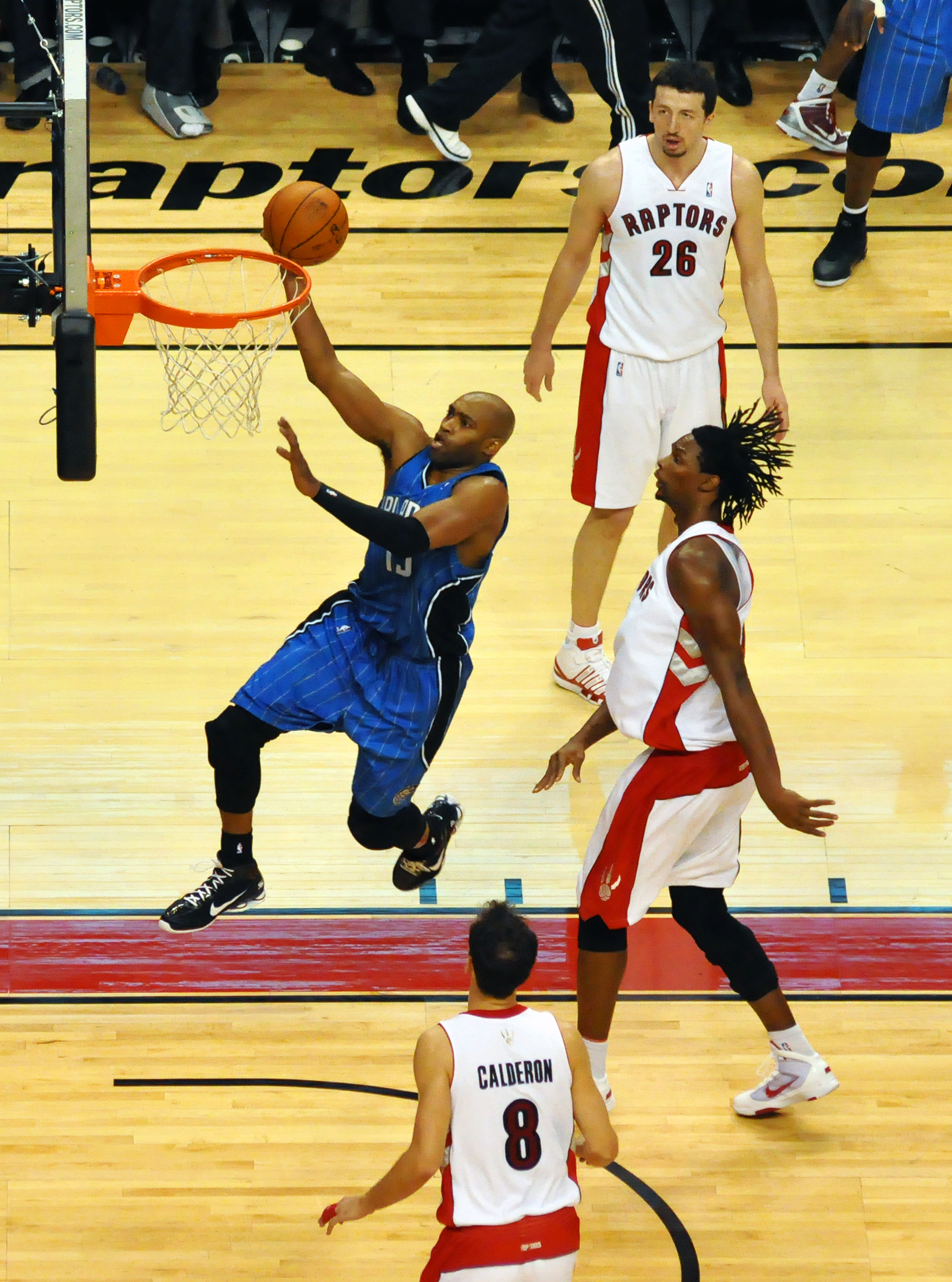
Carter en un partido con los Magic en 2009.

|  | Récord NBA |

### Temporada regular
| Año        | Equipo     | PJ    | PT  | MPP  | %TC  | %3P  | %TL  | RPP | APP | ROB | TPP | PPP  |
| ---------- | ---------- | ----- | --- | ---- | ---- | ---- | ---- | --- | --- | --- | --- | ---- |
| 1998-99    | Toronto    | 50    | 49  | 35.2 | .450 | .288 | .761 | 5.7 | 3.0 | 1.1 | 1.5 | 18.3 |
| 1999-00    | Toronto    | 82    | 82  | 38.1 | .465 | .403 | .791 | 5.8 | 3.9 | 1.3 | 1.1 | 25.7 |
| 2000-01    | Toronto    | 75    | 75  | 39.7 | .460 | .408 | .765 | 5.5 | 3.9 | 1.5 | 1.1 | 27.6 |
| 2001-02    | Toronto    | 60    | 60  | 39.8 | .428 | .387 | .798 | 5.2 | 4.0 | 1.6 | .7  | 24.7 |
| 2002-03    | Toronto    | 43    | 42  | 34.2 | .467 | .344 | .806 | 4.4 | 3.3 | 1.1 | .9  | 20.6 |
| 2003-04    | Toronto    | 73    | 73  | 38.2 | .417 | .383 | .806 | 4.8 | 4.8 | 1.2 | .9  | 22.5 |
| 2004-05    | Toronto    | 20    | 20  | 30.4 | .411 | .322 | .694 | 3.3 | 3.1 | 1.2 | .8  | 15.9 |
| 2004-05    | New Jersey | 57    | 56  | 38.9 | .462 | .425 | .817 | 5.9 | 4.7 | 1.5 | .6  | 27.5 |
| 2005-06    | New Jersey | 79    | 79  | 36.8 | .430 | .341 | .799 | 5.8 | 4.3 | 1.2 | .7  | 24.2 |
| 2006-07    | New Jersey | 82    | 82  | 38.1 | .454 | .357 | .802 | 6.0 | 4.8 | 1.0 | .4  | 25.2 |
| 2007-08    | New Jersey | 76    | 72  | 38.9 | .456 | .359 | .816 | 6.0 | 5.1 | 1.2 | .4  | 21.3 |
| 2008-09    | New Jersey | 80    | 80  | 36.8 | .437 | .385 | .817 | 5.1 | 4.7 | 1.0 | .5  | 20.8 |
| 2009-10    | Orlando    | 75    | 74  | 30.8 | .428 | .367 | .840 | 3.9 | 3.1 | .7  | .2  | 16.6 |
| 2010-11    | Orlando    | 22    | 22  | 30.2 | .470 | .346 | .747 | 4.1 | 2.9 | .9  | .1  | 15.1 |
| 2010-11    | Phoenix    | 51    | 41  | 27.2 | .422 | .366 | .735 | 3.6 | 1.6 | .9  | .3  | 13.5 |
| 2011-12    | Dallas     | 61    | 40  | 25.3 | .411 | .361 | .826 | 3.4 | 2.3 | .9  | .4  | 10.1 |
| 2012-13    | Dallas     | 81    | 3   | 25.8 | .435 | .406 | .816 | 4.1 | 2.4 | .9  | .5  | 13.4 |
| 2013-14    | Dallas     | 81    | 0   | 24.4 | .407 | .394 | .821 | 3.5 | 2.6 | .8  | .4  | 11.9 |
| 2014-15    | Memphis    | 66    | 1   | 16.5 | .333 | .297 | .789 | 2.0 | 1.2 | .7  | .2  | 5.8  |
| 2015-16    | Memphis    | 60    | 3   | 16.8 | .388 | .349 | .833 | 2.4 | .9  | .6  | .3  | 6.6  |
| 2016-17    | Memphis    | 73    | 15  | 24.6 | .394 | .378 | .765 | 3.1 | 1.8 | .8  | .5  | 8.0  |
| 2017-18    | Sacramento | 58    | 5   | 17.7 | .403 | .345 | .757 | 2.6 | 1.2 | .7  | .4  | 5.4  |
| 2018-19    | Atlanta    | 76    | 9   | 17.5 | .419 | .389 | .712 | 2.6 | 1.1 | .6  | .4  | 7.4  |
| 2019-20    | Atlanta    | 60    | 0   | 14.6 | .352 | .302 | .793 | 2.1 | .8  | .4  | .4  | 5.0  |
| Total (22) | Total (22) | 1,541 | 983 | 30.7 | .437 | .374 | .798 | 4.4 | 3.2 | 1.0 | .6  | 17.2 |
| All-Star   | All-Star   | 7     | 5   | 18.0 | .477 | .375 | .600 | 2.6 | 1.9 | .9  | .1  | 10.1 |

### Playoffs
| Año   | Equipo     | PJ | PT | MPP  | %TC  | %3P  | %TL   | RPP | APP | ROB | TPP | PPP  |
| ----- | ---------- | -- | -- | ---- | ---- | ---- | ----- | --- | --- | --- | --- | ---- |
| 2000  | Toronto    | 3  | 3  | 39.7 | .300 | .100 | .871  | 6.0 | 6.3 | 1.0 | 1.3 | 19.3 |
| 2001  | Toronto    | 12 | 12 | 44.9 | .436 | .410 | .784  | 6.5 | 4.7 | 1.7 | 1.7 | 27.3 |
| 2005  | New Jersey | 4  | 4  | 44.8 | .365 | .316 | .861  | 8.5 | 5.8 | 2.2 | .0  | 26.8 |
| 2006  | New Jersey | 11 | 11 | 40.9 | .463 | .241 | .796  | 7.0 | 5.3 | 1.8 | .6  | 29.6 |
| 2007  | New Jersey | 12 | 12 | 40.6 | .396 | .389 | .693  | 6.8 | 5.3 | .9  | .6  | 22.3 |
| 2010  | Orlando    | 14 | 14 | 34.4 | .402 | .235 | .826  | 4.2 | 2.3 | .9  | .2  | 15.5 |
| 2012  | Dallas     | 4  | 0  | 26.8 | .293 | .300 | .750  | 5.5 | .3  | 1.2 | .5  | 8.3  |
| 2014  | Dallas     | 7  | 0  | 27.1 | .456 | .484 | .786  | 3.6 | 2.4 | .4  | .3  | 12.6 |
| 2015  | Memphis    | 11 | 0  | 17.8 | .403 | .250 | .889  | 4.3 | 1.0 | .6  | .2  | 6.3  |
| 2016  | Memphis    | 4  | 4  | 22.8 | .455 | .700 | 1.000 | 3.8 | 1.3 | .5  | .3  | 11.3 |
| 2017  | Memphis    | 6  | 6  | 32.5 | .476 | .400 | 1.000 | 3.3 | 1.5 | .3  | .0  | 9.2  |
| Total | Total      | 88 | 66 | 34.5 | .416 | .338 | .796  | 5.4 | 3.4 | 1.1 | .5  | 18.1 |

## Logros y reconocimientos
- Medalla de oro olímpica (Sídney 2000).
- Nombrado Rookie del Año de la NBA (1999).
- Elegido en el Mejor quinteto de rookies de la NBA (1999).
- Una vez elegido para el Segundo Mejor quinteto de la NBA (2001).
- Una vez elegido para el Tercer Mejor quinteto de la NBA (2000).
- 8 veces seleccionado para el All-Star Game de la NBA (2000-2007, no jugó el de 2002 por lesión).
- Una vez campeón del Concurso de mates (2000).
- 3 veces jugador del mes de la NBA.
- 11 veces jugador de la semana de la NBA.
- Elegido Compañero del Año de la NBA (2016).
- Nombrado Jugador Más Deportivo de la NBA (2020).

### Récords personales
- Puntos - 51 (2 ocasiones)
- Tiros de campo - 20 vs Milwaukee (2000)
- Tiros de campo intentados - 36 vs Philadelphia (2001)
- Tiros de tres encestados- 9 vs Memphis (2006)
- Tiros de tres intentados - 20 vs Memphis (2006)
- Tiros libres encestados - 23 vs Miami (2005)
- Tiros libres intentados - 27 vs Phoenix (2000)
- Rebotes ofensivos - 8 (2 ocasiones)
- Rebotes defensivos - 13 (2 ocasiones)
- Total rebotes - 16 vs Washington (2007)
- Asistencias - 14 vs Milwaukee (2009)
- Robos - 6 (5 ocasiones)
- Tapones - 6 vs Chicago (1999)
- Minutos - 63 vs Sacramento (2001)[19]
- Temporadas disputadas en la NBA - 22[7]

Anotaciones
- 50 o + puntos en 3 ocasiones
- 40 o + puntos en 34 ocasiones
- 30 o + puntos en 197 ocasiones
- 20 o + puntos en 637 ocasiones
- Triples dobles en 5 ocasiones

### Récords de la franquicia
Toronto Raptors
- Jugador que más minutos ha disputado en un partido: 63 minutos (23 de febrero de 2001 vs. Sacramento Kings)
- Jugador que más tiros de campo ha anotado en un partido: 20 (14 de enero de 2000 vs. Milwaukee Bucks)
- Jugador que más puntos ha anotado en un partido de playoffs: 50 puntos (11 de mayo de 2001 vs. Philadelphia 76ers, Semifinales de Conferencia)
- Más puntos totales en una temporada: 2.107 en la 1999–00 y 2.070 en la 2000–01
- Más puntos por partido en una temporada: 27.6 en la 2000–01

New Jersey Nets
- Jugador que más triples ha anotado en un partido: 9 (11 de diciembre de 2006 vs. Memphis Grizzlies)

### Récords en los Playoffs de la NBA
- Jugador que ha anotado más triples en una mitad en un partido de playoffs: 8 (11 de mayo de 2001 vs. Philadelphia 76ers, Semifinales de Conferencia)[46]
- Primer jugador de 40 años en anotar al menos 3 triples en un partido de playoffs: 3 (22 de abril de 2017 vs. San Antonio Spurs, primera ronda)[47]

### Partidos ganados sobre la bocina
|      | con Toronto Raptors          |
|      | con New Jersey Nets          |
|      | con Dallas Mavericks         |
| (PO) | Denota un partido de PlayOff |

| Número | Tiro         | Margen | Resultado | Oponente             | Fecha               |
| ------ | ------------ | ------ | --------- | -------------------- | ------------------- |
| 1      | Tiro de tres | -1     | 96-94     | Boston Celtics       | 1 de marzo de 2000  |
| 2      | Tiro de tres | -2     | 95-94     | Los Angeles Clippers | 8 de marzo de 2000  |
| 3      | Tiro de tres | -2     | 116-115   | Utah Jazz            | 29 de enero de 2007 |
| 4      | Tiro de tres | -1     | 91-93     | Atlanta Hawks        | 2 de enero de 2009  |
| 5 (PO) | Tiro de tres | -2     | 108-109   | San Antonio Spurs    | 26 de abril de 2014 |

## Vida privada
Carter es hijo de Michelle y Vincent Carter, Sr. que se divorciaron cuando él tenía siete años de edad. Su madre se casó una segunda vez.
Carter se casó con Ellen Rucker, quiropráctica, en julio de 2004, pero se divorciaron en 2006 con una hija en común. Carter se volvió a casar con Sondi Carter, entrenadora del NASM con la que tiene un hijo y una hija.
Carter ha hecho varias donaciones a su escuela secundaria, Mainland, así como a la fundación que estableció al ser reclutado por la NBA en 1998, The Embassy of Hope. El 3 de febrero de 2007, se reveló una estatua en su honor en Mainlad.
Carter abrió un restaurante en Daytona Beach en 2010. El negocio, gestionado por su madre, fue vendido en enero de 2017 por $4.3 millones.
Carter firmó con la marca deportiva Puma en su primera temporada en la NBA (98-99), y lanzaron al mercado la zapatilla deportiva "Puma Vinsanity". Sin embargo, Carter rompió su contrato con Puma antes de tiempo, diciendo que "las zapatillas le hacían heridas" y jugó el resto de la 99-00 con varias marcas. Antes del inicio de los Juegos Olímpicos de Sídney 2000, Carter firma con Nike y lanza los "Nike Shox BB4 PE". Desde entonces Nike puso a la venta otros cinco modelos de zapatillas con las iniciales de Carter "VC". Durante su última temporada, Nike conmemoró los 22 años de Carter en la NBA, volviendo a lanzar el modelo "Shox BB4".
Es miembro de la fraternidad Omega Psi Phi de la Universidad Howard.

### En otros medios
- Apareció en la portada del videojuego NBA Live 2004.[63]
- Apareció en la portada del videojuego NBA Inside Drive 2002.[64]
- Apareció en la película Like Mike (2002).
- Apareció en el videoclip "This Is My Party" (2002) de Fabolous.
- Apareció en el videoclip "Back for More" (2003) de Glenn Lewis.
- Apareció en la serie de televisión Moesha, en el episodio Mis-Directed Study (1999).[65]
- Apareció en el videojuego Barkley, Shut Up and Jam: Gaiden (2008).[66]
- Formó parte de un documental de 60 minutos sobre su figura e impacto en la cultura canadiense, titulado The Carter Effect (2017), dirigido por Sean Menard y presentado en el Toronto International Film Festival.[67][68]